# Улица Лейтенанта Покладова
Улица Лейтенанта Покладова (укр. вулиця Лейтенента Покладова) — улица протяжённостью около 750 метров, расположенная в городе Кременчуг (Полтавская область, Украина). До 2016 года носила имя Карла Маркса.

## Описание
Улица расположена в центральной части города. Пролегает от улицы 1905 года до улицы Первомайской, пересекая следующие улицы: Троицкая, Софиевская, Мазепы,  Майора Борищака.

## История

### Новороссийская и Херсонская улица
Улица, проложенная по плану 1774 года, является одной из старейших в городе. Изначально улица доходила до берега Днепра, где находился наплавной мост в Крюков. Мост был построен в 1770 году, на его содержание казна ежегодно выделяла от 5 до 7 тысяч рублей.
Согласно некоторым предположениям, первоначально улица называлась Новороссийской и лишь затем была переименована в Херсонскую. Крюковская улица, на которую выходил мост, также называлась Херсонской (ныне — улица Приходько). Своим названием улицы обязаны почтовому тракту, прошедшему по ним в Херсон.
В 1789 году губернские учреждения были переведены из Кременчуга в Екатеринослав (ныне — Днепр), туда же был отправлен Кременчугский мост. Переправа в створе Херсонских улиц стала осуществляться на лодках и дубах, что приводило к скоплению торгового транспорта на берегу и нанесло значительный удар по городскому бюджету. В 1797 году городской голова Фёдор Привалов уговорил кременчугского купца Воронкова построить новый наплавной мост. Он состоял из 150 плотов, каждый плот — из 12 бревен длиною по 10 метров. Дополнительно было выделено 6 паромов, 6 дубов и 1 шлюпка.

В тот же период между Херсонской и современными улицами Первомайской, Павловской, Шевченко была создана Сенная площадь для продажи громоздких товаров (ныне на месте площади — центральный рынок). С активным развитием города в начале XIX века площадь оказалась в его центре. Подвоз и продажа здесь сена и строительных материалов стали нежелательны, поэтому Сенная была перепрофилирована под розничную продажу и переименована в Новую Базарную. На Херсонскую улицу выходили торговые молочные лавки и галерея для продажи хлеба. В это же время в начале улицы на берегу Днепра, у съезда с моста, был возведён комплекс зданий конного почтового двора. 

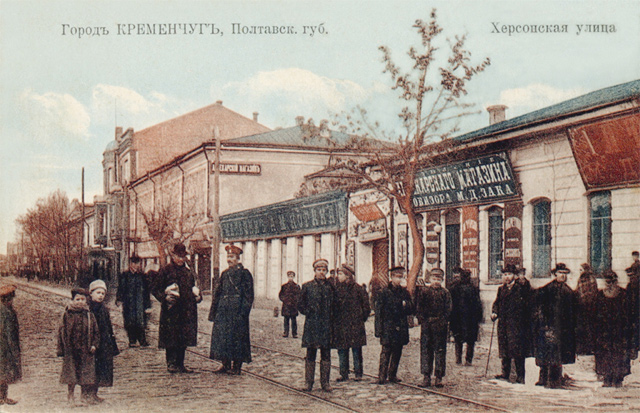
Магазины на улице Херсонской

С открытием в 1872 году железнодорожного моста Херсонский тракт утратил своё прежнее значение. Из-за своего расположения улица ежегодно страдала от разливов Днепра, на ней селились в основном бедные жители. Тем не менее, улица играла значительную роль в деловой и торговой жизни Кременчуга, став конце XIX — начале XX века одной из самых густонаселённых в городе. Херсонская пересекалась с центральной Екатерининской улицей (ныне — Соборная), а также проходила через Биржевую площадь. Новая Базарная площадь к началу века была частично застроена. На улице открыли свои конторы Первое ссудо-сберегательное товарищество, биржевой комитет и торгово-промышленная биржевая артель. На улице также располагалось здание городской думы, многочисленные лавки, страховые общества, гостиницы «Виктория», «Пальмира», «Лондон», «Эрмитаж» и «Европейские номера». В гостиницах останавливались многие видные деятели культуры и науки. В 1900 году в «Пальмире»  прошло первое общее собрание Кременчугского отделения Императорского Русского технического общества, созданного для обмена знаниями.
На пересечении улиц Херсонской и Весёлой находилось садовое заведение Карла Ивановича Бера. Вдоль Херсонской были выстроены два здания: контора и жилой дом, между ними находился вход в рассадник. Садовое учреждение было известно далеко за пределами города и было награждено, в частности медалью императорского московского общества сельского хозяйства и медалью императорского российского общества садоводства. На пересечении Биржевой и Херсонской на месте бывшей Биржевой площади в 1887 году был разбит одноимённый сквер, один из первых в городе, ставший одной из пяти дореволюционных общественных зелёных зон.

На углу с Троицкой улицей располагалась усадьба площадью более 1000 кв. саженей с двумя деревянными домами, двумя флигелями, каменной прачечной и надворными службами. С 1898 года усадьба находилась в распоряжении общины сестёр милосердия Красного креста, созданной по инициативе Кременчугского общества врачей. В одном из домов размещалась лечебница, в другом проживали сёстры.  

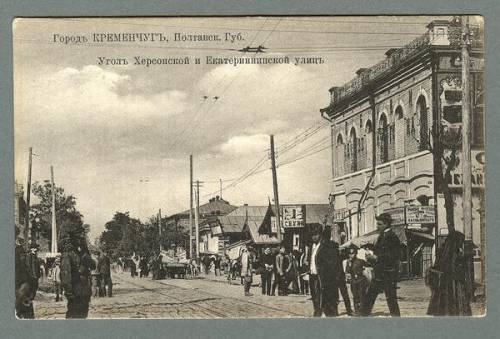
Угол Екатерининской и Херсонской, здание редакции

На углу с Екатерининской улицей размещалась редакция Кременчугской городской газеты «Приднепровский голос», неподалёку размещался Орловский банк. В 1895 году на улице в одном из наёмных зданий размещалось отделение государственного банка Российской империи, получившее впоследствии собственное здание на Соборной площади (ныне — площадь Победы, здание сохранилось). На Херсонской также находилось отделение Русского для Внешней торговли банка.  

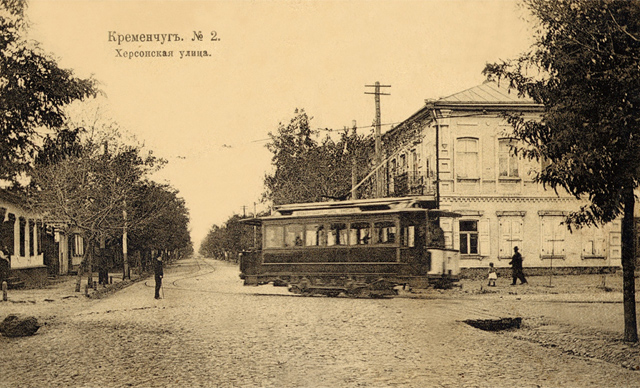
Трамвай на Херсонской улице

В 1899 году по улице был пущен электрический трамвай, один из первых в Российской империи. Киево-Херсонская линия трамвая шла по Херсонской от улицы Весёлой (1905 года) до улицы Украинской. Екатерининская линия трамвая пересекала Херсонскую по Екатерининской улице (Соборная).
На Херсонской также размещались учебные заведения: некоторое время здесь располагались частное женское еврейское училище, частная женская гимназия Е.В. Бабериной (до 1908 года являлась четырёхклассной прогимназией) и Владимирское городское училище. В 1912 году возле Биржевого сквера открылся театр Миниатюр (также называвшийся русско-еврейским театром), в котором дебютировал Леонид Утёсов. Впоследствии в театре проводились кинопоказы.
Во время революции и гражданской войны власть в городе многократно менялась. В гостинице «Виктория» находился штаб Красной гвардии. В здании гостиницы «Пальмира» разместился Совет рабочих и Совет солдатских депутатов. В ходе войны навсегда остановился проходивший по улице трамвай.

### Улица Карла Либкнехта
В 1919 году улица была переименована в честь немецкого политика Карла Либкнехта. Херсонская улица в Крюкове также получила такое же название. Многие здания на улице были приспособлены под новые функции. Садовое заведение Бера было национализировано и стало использоваться для озеленения города. На углу с улицей Мещанской (Софиевская) в бывшем особняке был открыт кожно-венерологический диспансер. В бывшей гостинице «Виктория» в 1920-х годах находилась редакция газеты «Новый путь», в 1930-х годах на первом этаже размещался торгсин. Гостиница «Пальмира» же была переименована в «Октябрь» и продолжила исполнять свои функции. В бывшем здании театра Миниатюр открылся кинотеатр.
В 1921 году путём консолидации всех типографий города была образована типография «Кремпечать» имени Григория Петровского, занявшая территорию между улицей Пушкина (бульвар Пушкина) и улицей Карла Либкнехта в районе нынешнего сквера Бабаева. В марте 1923 года в одном из домов на улице открылось Кременчугское комиссионерство Промбанка СССР. После того, как Промбанк переехал в старое здание Госбанка Российской империи, этот дом заняла детская консультация. Неподалёку располагается фотоателье «Робмистр». Осенью того же года на улице начало свою работу Кременчугское учётно-ссудное общество взаимного кредита.

### Херсонская и 9-я улица
В газете «Днепровская волна» начального периода немецкой оккупации во время Второй мировой войны улица вновь фигурирует под названием Херсонская. На ней располагается редакция газеты, а также биржа труда, на которую газета призывает явиться кременчужан (см. Остарбайтеры). В более поздний период оккупации улица фигурирует в прессе как «9-я улица».
В ходе войны застройка улицы была практически полностью уничтожена: были разрушены здания городской думы и банка, типография, уничтожено бывшее садовое заведение Бера, ценные породы растений были вывезены в Германию.

### Улица Карла Маркса
В послевоенный период началось активное восстановление города. Для озеленения города было возрождено бывшее садовое хозяйство. Здание садовой конторы было восстановлено в перестроенном виде, стоявший рядом жилой дом был утрачен при попытке ремонта. Был возрождён Биржевый сквер, в нём был установлен памятник Ленину. В 1950 году на пересечении с бывшей Екатерининской был разбит новый сквер, получивший впоследствии название «Октябрьский». Сквер разделил улицу на две части. На углу возле сквера было построено новое четырёхэтажное жилое здание (дом  № 16). На углу с Чапаева (Софиевская) также было возведено новое жилое здание (дом  № 19). Бывшая гостиницы «Виктория» была восстановлена как жилой дом, «Пальмира» («Октябрь») была также восстановлена и на долгое время стала единственным отелем в городе.

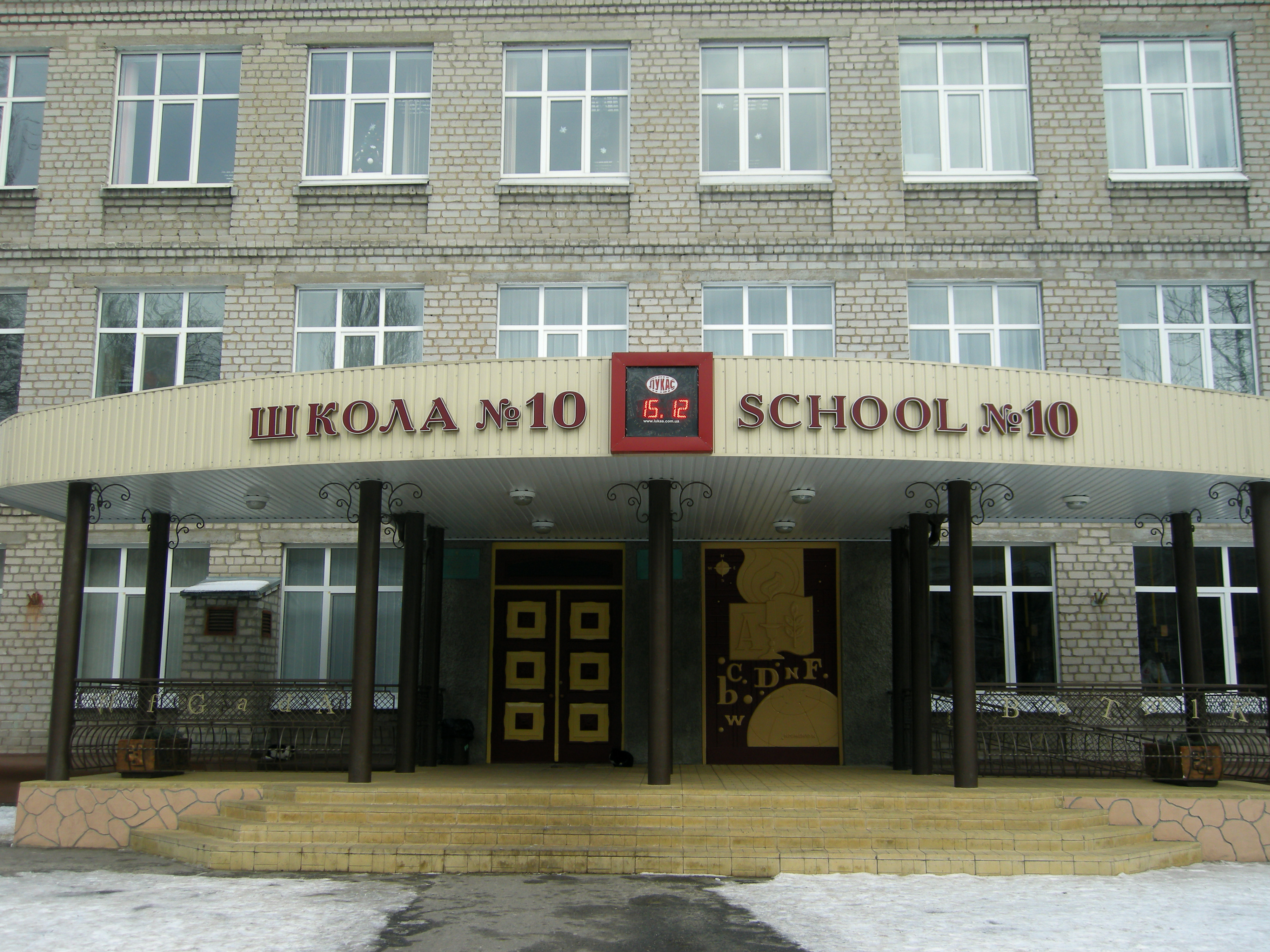
Школа в 2013 году

В 1954 (по другим данным — в 1959) году улица была переименована в честь Карла Маркса —  немецкого философа и общественного деятеля. Таким образом, в городе осталась одна улица Карла Либкнехта, в Крюкове (улица Ивана Приходько). В 1961 году на месте городской думы был построен Дом торговли. В 1963 году на улице была открыта новая школа, № 10.

После закладки Приднепровского парка Биржевый сквер утратил свою популярность и после 1965 года был застроен, на части его территории открылся новый детский сад № 18. Памятник Ленину из сквера был перенесён в восстановленный сквер МЮД, где впоследствии некоторое время стоял перед новым дворцом культуры. На месте разрушенной в войну прибрежной части улицы в 1967 году была разбита вторая очередь Приднепровского парка — парк Юбилейный, посвящённый пятидесятилетию советской власти. Вдоль Днепра был разбит пляж. На улице был также построен детский сад №29.  

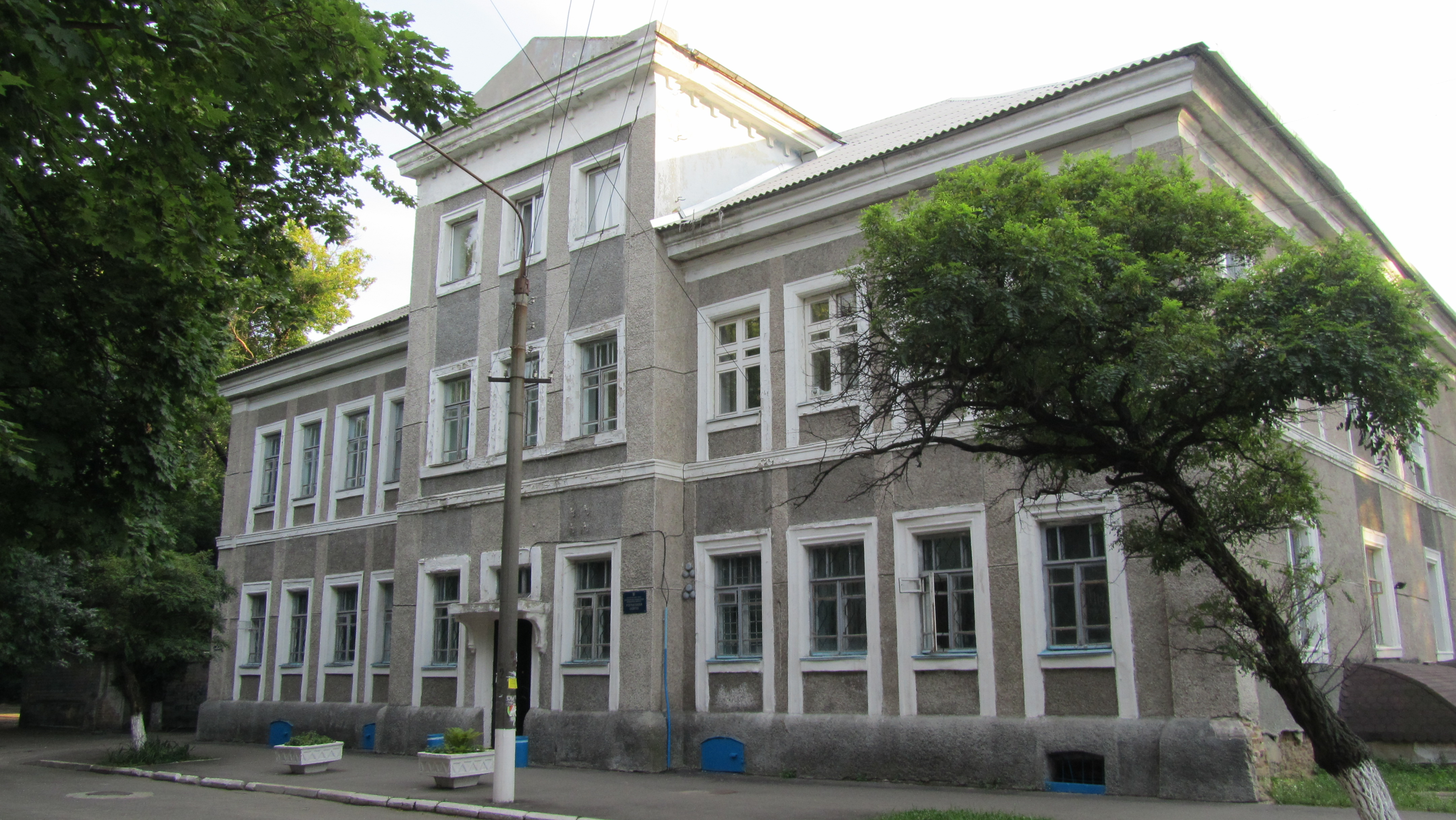
Бывший отель «Пальмира» в 2011 году

В 1978 году на улице Карла Маркса была открыта станция юных натуралистов, ранее размещавшаяся на бульваре Пушкина. При станции действовала летняя площадка. В 1980-х годах оба здания гостиниц, а также Дом торговли и дом на углу с нынешней Софиевской улицей, были включены в перечень памятников архитектуры города.  

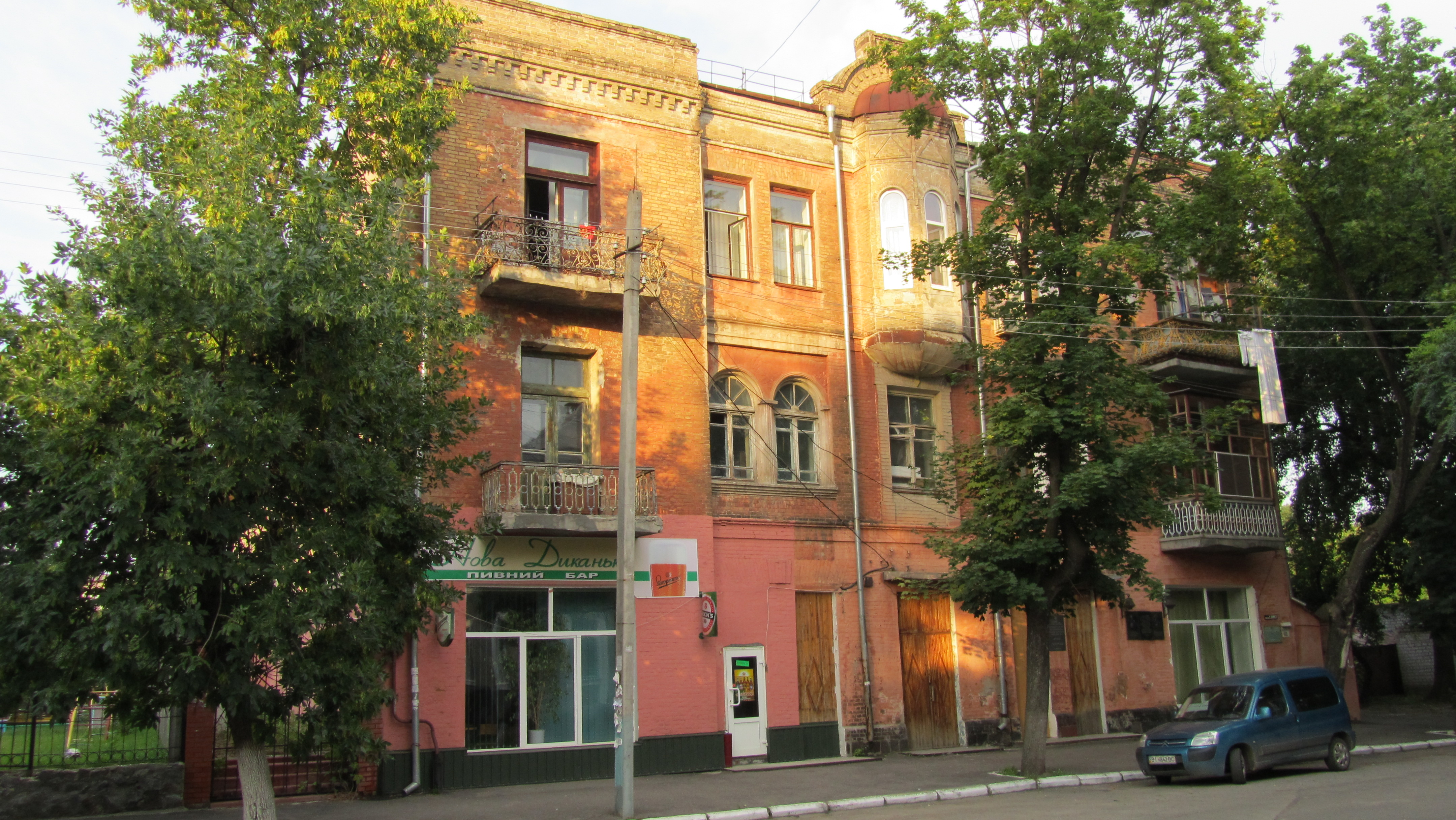
Бывший отель «Виктория» в 2011 году

### Улица Лейтенанта Покладова
В период независимости Украины на улице для строительства многоэтажного жилого дома было снесено одно из немногих сохранившихся исторических зданий — бывшая контора садового заведения Бера (дом № 29). Дом торговли не был включён в новые списки памятников архитектуры. В 2016 году один из памятников архитектуры, отель «Виктория», находился в аварийном состоянии. Бывшая станция юных натуралистов пришла в запустение.
В 2016 году в рамках декоммунизации улица Карла Маркса была переименована в честь лейтенанта Андрея Покладова, погибшего в конфликте на востоке Украины. Комиссия по переименованию улиц выступала за возвращение улице исторического названия, Херсонская.

## Объекты

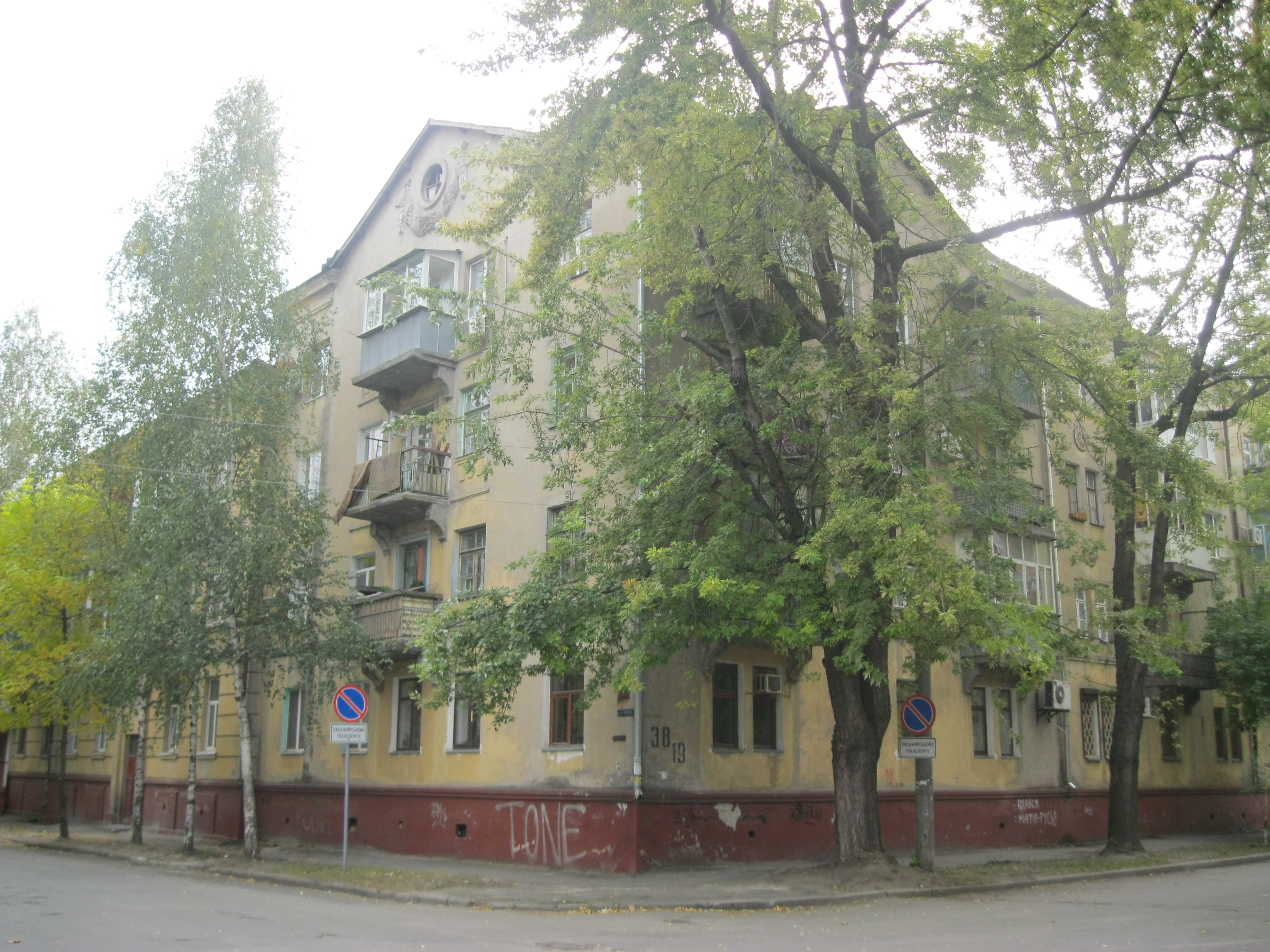
Дом на углу с улицей Софиевской

- Дом № 2/23 — бывший доходный дом для малоимущих квартиросъемщиков[1].
- Дом № 3 — бывшая гостиница «Пальмира», памятник архитектуры.
- Дом № 4 — купеческий особняк второй половины XIX века.
- Дом № 6/24 — один из самых старых жилых домов XX века.
- Дом № 7 — жилой дом дореволюционной постройки.
- Дом № 8  — школа № 10 1963 года постройки.
- Дом № 9/16 — Дом торговли 1961 года постройки, бывший памятник архитектуры.
- Дом № 10А — бывшая гостиница «Виктория» дореволюционной постройки, памятник архитектуры.
- Дом № 12 — детский сад № 18.
- Дом № 11/29 — жилой дом дореволюционной постройки.
- Дом № 15/29 — жилой дом дореволюционной постройки.
- Дом № 16  — жилой дом советского периода.
- Дом № 13 по улице Майора Борищака — детский сад № 29.
- Дом № 4 по улице Майора Борищака — бывшая станция юных натуралистов.
- Дом № 19/38 — жилой дом 1950 года постройки, памятник архитектуры.
- Дом № 23 — жилой дом дореволюционной постройки.

## Известные жители
- Тёмкин, Дмитрий Зиновьевич — будущий композитор и четырёхкратный обладатель премии «Оскар» жил в 1900 году на улице Херсонской.
- Шлапаковский, Лев Миронович — главный архитектор Кременчуга, при котором велось комплексное послевоенное восстановление разрушенного города, некоторое время жил в бывшем отеле «Виктория».